# شرفة مسرح

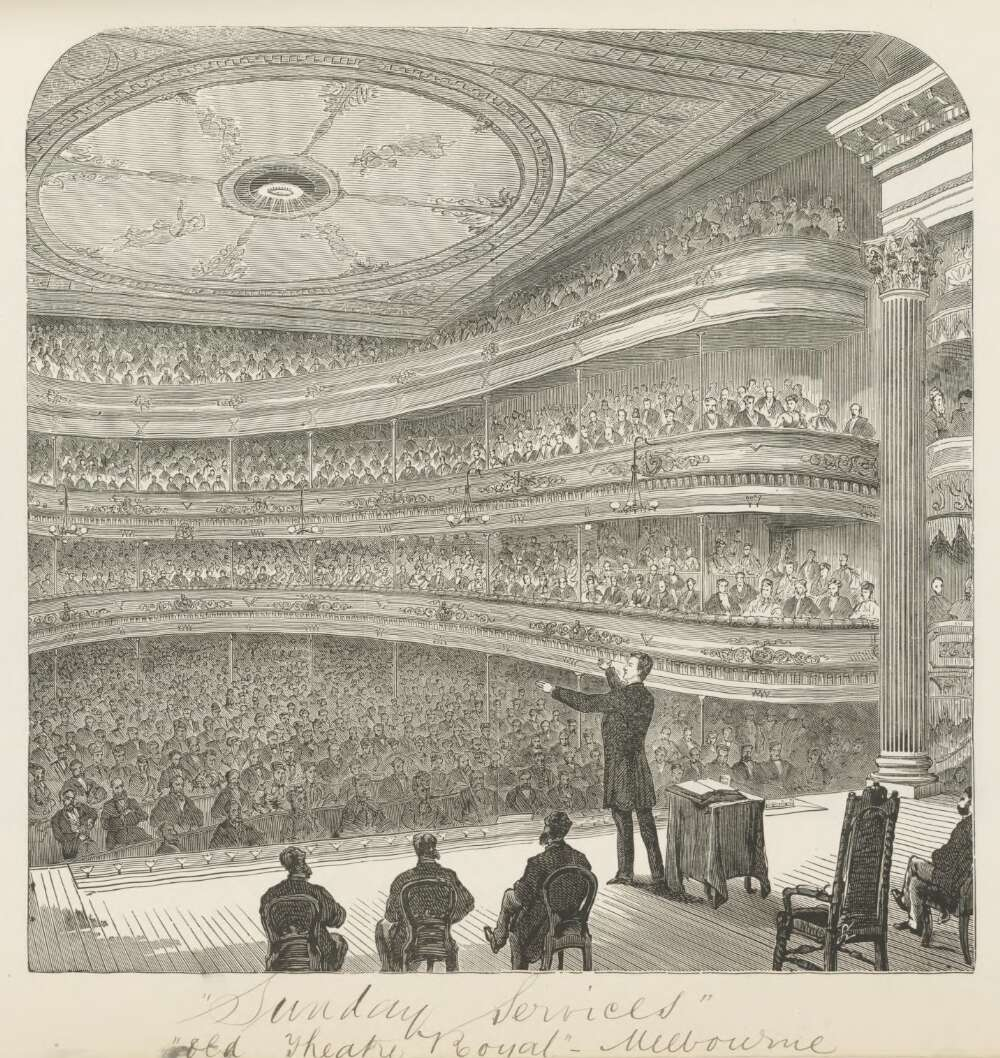
المسرح الملكي ، ملبُرن عام 1873. الشرفة هو القسم الأعلى من الجمهور.

الشُّرفة أو شرفة المسرح هو شكل من أشكال الشرفة ، وهي منصة مرتفعة مدعومة عمومًا بأعمدة أو أقواس والتي تطل من الجدار الداخلي للمسرح من أجل استيعاب المزيد من جمهور.